# Kippholmen
Kippholmen is een plaats in de gemeente Göteborg in het landschap Bohuslän en de provincie Västra Götalands län in Zweden. De plaats heeft 94 inwoners (2005) en een oppervlakte van 7 hectare. De plaats ligt op het eiland Hisingen, vlak bij de plaats waar de Nordre älv, een zijrivier van de Göta älv in het Kattegat uitmondt. Kippholmen wordt omringd door zowel landbouwgrond als bos en ligt circa tien kilometer ten noordwesten van de stad Göteborg.